# Filosofisk tidskrift
Filosofisk tidskrift är en vetenskaplig tidskrift som syftar till att dels fungera som organ för ny filosofisk forskning och dels informera om filosofi på ett lättfattligt sätt. Den grundades 1980 och utkommer med fyra nummer per år. Från grundandet 1980 till och med nummer 1 år 2020 var professor Lars Bergström redaktör och ansvarig utgivare för tidskriften. Från och med nummer 2 år 2020 består tidskriftens redaktion i stället av Jens Johansson (redaktör och ansvarig utgivare), Olle Risberg (redaktör) och Karin Enflo (redaktionsassistent).
Tidskriften utges av Stiftelsen Filosofisk Tidskrift och Stiftelsen Bokförlaget Thales. Tryckningen sker i Karlshamn av Carlshamn Trycka & Media AB.
Den dominerande andelen av alla artiklar i tidskriften är författade på svenska, även om enskilda bidrag är skrivna på engelska och danska. Förutom traditionella artiklar återfinns även bokrecensioner och en notisavdelning i slutet av tidskriften.